# Castro de Cidadelhe
O Castro de Cidadelhe, ou Povoado fortificado de Cidadelhe, é um povoado proto-histórico com ocupação romana e medieval localizado na freguesia de Cidadelhe, município de Mesão Frio, distrito de Vila Real, em Portugal.

## História
Trata-sede um povoado fortificado, anterior à invasão romana da península Ibérica.
Do período romano, subsistem diversos muros; do período medieval, os alicerces de uma torre de planta quadrangular, erguida na cota mais alta.
O povoado terá pertencido a um território administrativo medieval correspondente a uma paróquia suévica, à qual se reuniu uma congregação régia por ordem de Ordonho II da Galiza e da Terra Portucalense, logo no segundo ano do seu reinado, em 911.
Foi objeto de campanha de prospecção arqueológica em 1983, conduzida pelos arqueólogos A. Coelho F. da Silva, A. Baptista Lopes e Manuel Tuna, em dois sectores correspondentes à zona mais elevada do interior do espaço definido pela primeira muralha e na zona mais baixa, junto à segunda muralha.
O conjunto encontra-se classificado como Imóvel de Interesse Público pelo Decreto nº 26-A/92, publicado no Diário da República nº 126 de 1 de Junho de 1992. Atualmente encontra-se inserido na área abrangida pelo Alto Douro Vinhateiro, incluído na lista de Património Mundial da UNESCO.

## Características
Apresenta duas cinturas de muralhas em aparelho de xisto:
- a interna, em torno da acrópole, onde se identificam as ruínas de algumas habitações de planta circular, reveladas por intervenções arqueológicas em nossos dias; e
- e outra, exterior, com quatro metros de largura e cinco a seis metros de altura.

Na cota mais alta do terreno subsistem os alicerces de uma estrutura fortificada de planta quadrangular, da época medieval, sobre um estrato de saibro que recobre várias estruturas habitacionais pré-romanas.